# Nez Cassé
Cet article concerne la bande dessinée Blueberry. Pour la montagne située en Guadeloupe et la famille de locomotives, voir Nez Cassé (Guadeloupe) et Locomotives Nez cassés.
Nez Cassé est le dix-huitième album de la série de bande dessinée Blueberry de Jean-Michel Charlier (scénario) et Jean Giraud (dessin). Publié pour la première fois en 1980, c'est le premier album du cycle de Blueberry fugitif (trois tomes).
Le surnom « Nez cassé » que donnent les indiens à Blueberry est attribué à celui-ci pour la première fois par Cochise dans l'album La Piste des Navajos (1968, planche 4) et est réutilisé comme titre du présent album. L'origine du nez brisé de Blueberry est racontée dans la courte histoire Double jeu parue dans le Super Pocket Pilote no 9 daté du 29 octobre 1970, reprise dans l'album Cavalier bleu (1979).

## Résumé
Blueberry est membre d'une tribu navajo. Alors qu'il souhaite épargner des vies et faire passer la frontière mexicaine à la tribu, le jeune Navajo Vittorio a soif de vengeance et veut prendre le commandement de la tribu menée par Cochise pour faire la guerre aux hommes blancs. De plus, les deux veulent séduire Chini, la fille de Cochise. En faisant un coup d'éclat, Vittorio mènera des soldats au refuge de la tribu navajo, que Blueberry sauvera in extremis. Par la suite, pour empêcher Vittorio de prendre Fort Bowie alors que les soldats sont au loin, Blueberry se joindra aux défenseurs.

## Personnages principaux
- Blueberry : lieutenant de cavalerie qui profite de l'hospitalité d'une tribu navajo pour échapper à la justice[3].
- Tolson : agent des affaires indiennes qui profite de sa position pour les voler ou les tuer[4].
- Vittorio : jeune Navajo fougueux qui souhaite ardemment la guerre avec les hommes blancs[5]
- Wild Bill Hickok : chasseur de primes à la recherche de Blueberry[6].
- Gedeon O'Bannion : homme scalpé qui cherche à venger la mort de sa femme et de ses enfants, tués par des indiens[7].

## Éditions
- Nez Cassé, 1980, Dargaud, 48 p.
  - Réédition en 2000.  (ISBN 2-205-04346-3)